# أوتيس برانان
أوتيس برانان (بالإنجليزية: Otis Brannan)‏ هو لاعب كرة قاعدة أمريكي، ولد في 13 مارس 1899 في غرينبرير في الولايات المتحدة، وتوفي في 6 يونيو 1967 في ليتل روك في الولايات المتحدة.

## وصلات خارجية
- أوتيس برانان على موقعبيزبول رفرنس.كوم (الدوري الرئيسي) (الإنجليزية)
- أوتيس برانان على موقعبيزبول رفرنس.كوم (الدوري الثانوي) (الإنجليزية)
- أوتيس برانان على موقع إي إس بي إن.كوم (أم.أل.بي) (الإنجليزية)
- أوتيس برانان على موقع مشجعي الرسوم البيانية (الإنجليزية)